# 胡安·德·埃雷拉
胡安·德·埃雷拉（西班牙語：Juan de Herrera，1530年—1597年），文艺复兴时期欧洲西班牙帝国建筑师、数学家、几何学家。其作品代表了16世纪的西班牙文艺复兴的最高成就。他多才多艺，于16世纪中后期在巴利亚多利德大学完成学业后即开始建筑生涯，活动于西班牙各地。在当时的西班牙与欧洲均享有盛誉。